# Susanna Kierkegaard
Susanna Amanda Lovisa Kierkegaard, född den 29 november 1995, är en svensk ledarskribent.

## Biografi
Kierkegaard har avlagt examen i politik, filosofi och nationalekonomi vid University of Oxford. Tidigare har hon skrivit ledartexter för Länstidningen Östersund, Piteå-Tidningen och Värmlands Folkblad. Kierkegaard skrev tidigare krönikör för Aktuellt i politiken.
Kierkegaard är ledarskribent på Aftonbladet sedan 2018.
Kierkegaard grundade tillsammans med Emil Nordfjell influencernätverket Nätverket för schysta kreatörer 2025.